# انتخابات محلی بلژیک (۲۰۱۸)
انتخابات محلی بلژیک شامل انتخابات استان‌ها، شهرداری‌ها و مناطق بلژیک در روز یکشنبه ۱۴ اکتبر ۲۰۱۸ برگزار شد.
تقسیم‌بندی مناطق عبارت است از:
- ناحیه بروکسل شامل ۱۹ شهرداری است.[۱][۲]
- ناحیه فلاند با ۵ استان و ۳۰۰شهرداری (از ۳۰۸ کاسته شده) در شهر آنتورپ، علاوه بر این انتخابات در مناطق والونیا که شامل ۵ استان و ۲۶۲ شهرداری می‌باشد برگزار می‌گردد.
- شهرداری‌های مناطقی که تسهیلات زبان وورن، کامینس وارنتون را دارند و ۶ منطقه بروکسل شامل، آلدرمن و اعضای شورای OCMW / CPAS به‌طور مستقیم انتخاب می‌شوند.

## تاریخچه
اگر چه قوانین حاکم بر انتخابات محلی در هر منطقه (بروکسل، فلاندر و والونیا) و در هر سطح (استان‌ها، شهرداری‌ها و OCMW / CPAS) متفاوت هستند، با اینحال انتخابات برای مدت شش سال در دومین یکشنبه ماه اکتبر ۲۰۱۸ برگزار می‌شود.
انتخابات محلی سال‌های ۲۰۱۲ و ۲۰۱۸، انتخابات فقط در ماه مه ۲۰۱۴ برگزار می‌شد
انتخابات بعدی اروپا، فدرال و منطقه ای در ماه مه و ژوئن ۲۰۱۹، تنها چند ماه پس از انتخابات محلی سال ۲۰۱۸ برگزار می‌شود.